# Pont des Catalans
Pour les articles homonymes, voir Catalan (homonymie).
Le pont des Catalans est un pont toulousain traversant la Garonne. C'est un pont en arc et pierre et béton armé inauguré en 1908. On doit sa construction à l'architecte Paul Séjourné.
Ce pont était initialement appelé le pont des Amidonniers, du nom du quartier qu'il relie. Il prit finalement le nom de pont des Catalans, pour honorer l'amitié qui unissait les villes de Toulouse et de Barcelone depuis la visite de son maire, Domènec Sanllehy i Alrich, le 4 juin 1907.
C'est un pont routier constitué d'une chaussée à deux fois deux voies entourée de part et d'autre d'un trottoir et d'une piste cyclable.
Il mesure 257 m de long pour 22 m de large, et a une hauteur de 45 mètres.

## Historique

### Concours

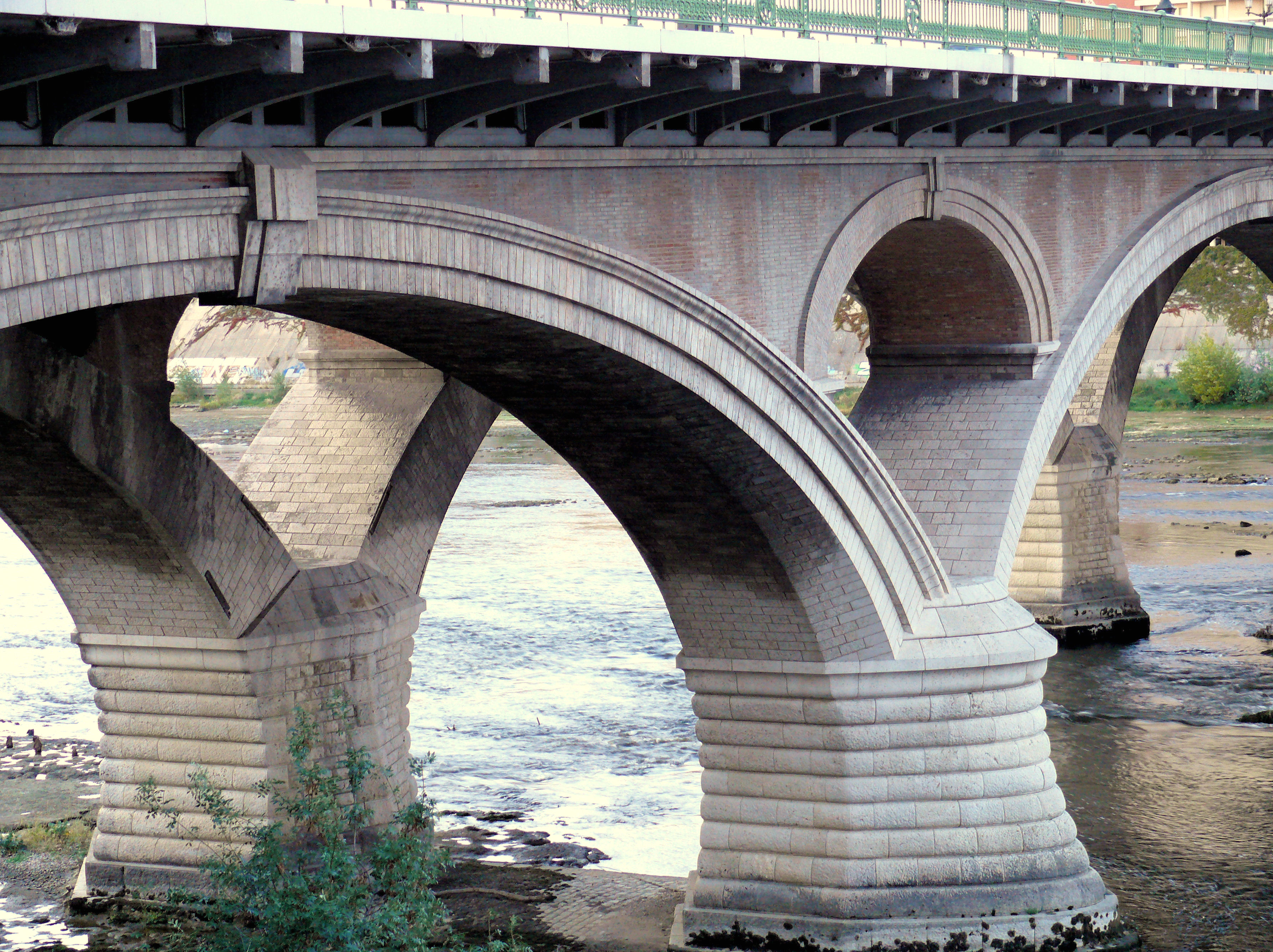
Une pile

La ville de Toulouse lança le pont au concours en précisant que le tablier devait supporter deux voies de chemin de fer départemental, deux voies routières et des trottoirs.

Le résultat du concours, en 1901, fut que le projet le plus économique était un pont métallique à sept travées de 35 m de portées. Son prix était de 940 000 F.

Le Jury présidé par Jean Résal conseilla de l'écarter car il trouvait son architecture indigente et pensait qu'il s'intègrerait mal dans l'environnement de la ville. Il pensait que si la ville acceptait un surcoût de 200 000 F ce serait « le sacrifice à faire pour obtenir, au point de vue architectural, le minimum de satisfaction ».
Il y avait un projet en béton armé estimé à 1 200 000 F. Le pont en maçonnerie avait été proposé au prix d'environ 1 500 000 F. Ce fut pourtant le projet choisi par le maître d'ouvrage. Finalement, après optimisation, et malgré les aléas de chantier, il revint à 1 146 000 F

### Le pont

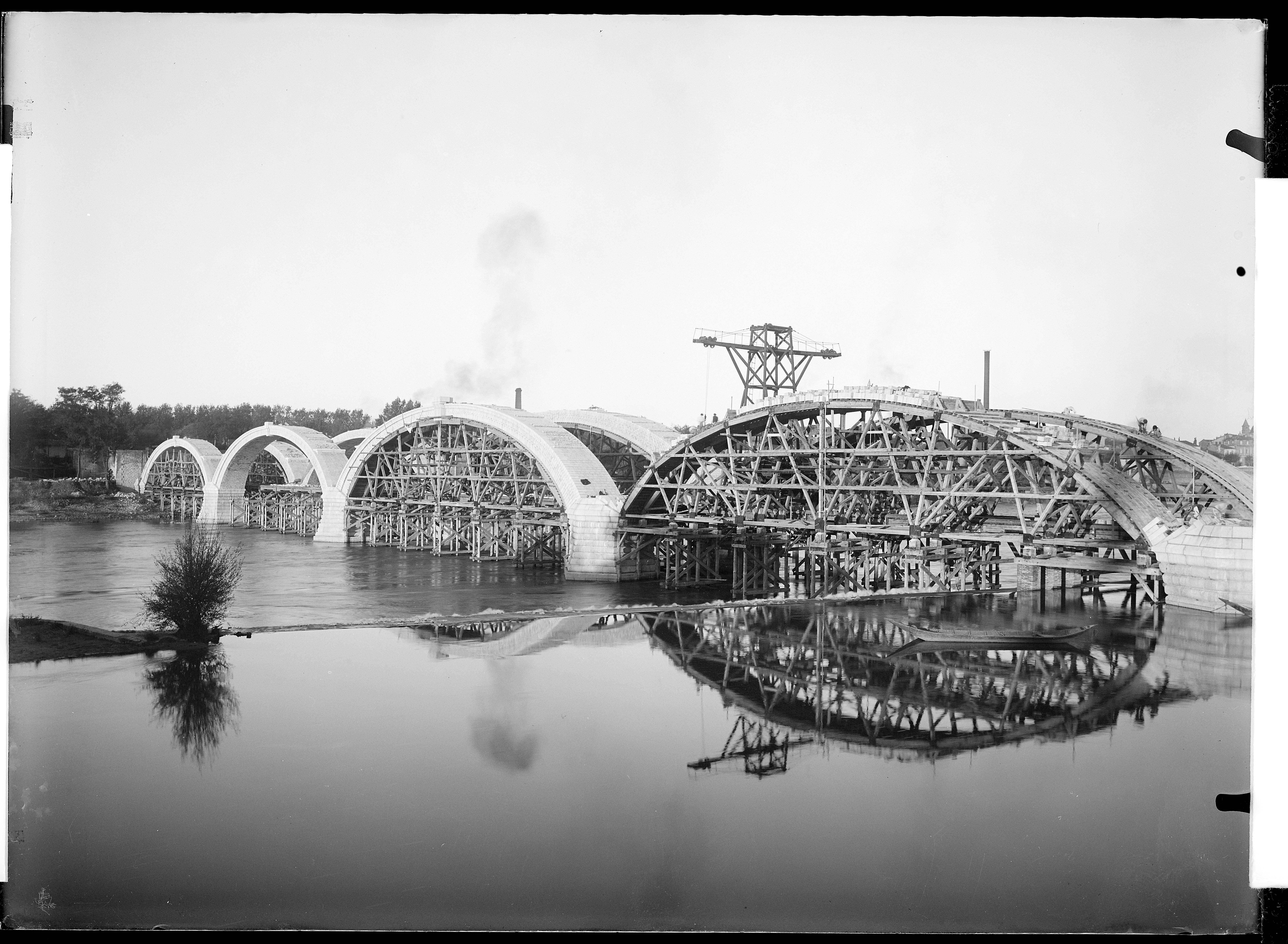
Construction du pont. Photographie d'Eugène Trutat conservée au muséum de Toulouse.

Paul Séjourné avait obtenu la conception du pont Adolphe à Luxembourg. Il reprend la conception en deux anneaux : il en diminue la largeur à 3,25 m, les écarte de 10 m entre eux et conçoit le tablier avec un encorbellement de 3 m. Cette solution permettait de faire supporter un tablier de 22 m de largeur, en béton armé, sur deux voûtes en maçonnerie faisant ensemble une largeur de 6,50 m.
Pour permettre une intégration harmonieuse du pont dans la ville, Séjourné prévoit des tympans en briques rouges.
Les deux voûtes sont construites en simultané, en commençant par la première travée en rive droite réalisée sur cintre, puis la deuxième, la troisième. Après décintrement des deux premières travées, les cintres sont transférés sur l'autre rive pour réaliser les travées 4 et 5. Après l'exécution de ces travées, les cintres sont déposés. Les ouïes sont en forme de coquilles Saint-Jacques, en référence à l'hôpital Hôtel-Dieu Saint-Jacques.
La dalle a été réalisée par Armand Considère, Pelnard et Lossier. Pour éviter que les actions thermiques développent des efforts importants dans la dalle, Séjourné avait prévu de la laisser libre de se dilater à partir du centre du pont. L'adjudicataire du tablier a choisi de la faire reposer sur des pendules oscillants.
L'arrêté portant inscription à l’inventaire supplémentaire des monuments historiques est prononcé au 6 août 2018 sur proposition du directeur régional des affaires culturelles considérant « que le pont des Catalans présente au point de vue de l'histoire, du génie civil et de l'art, un intérêt suffisant pour en rendre désirable la préservation en raison des innovations techniques mises en œuvre dans la construction de ce pont à "anneaux", de l'élégance de son dessin et de l'importance des recherches sur les ponts en maçonnerie de l'ingénieur des ponts-et-Chaussées Paul Séjourné ».

### Travaux ultérieurs

Travaux de la digue du pont des Catalans, 13 février 1968. Photographies d'André Cros, Archives de Toulouse.
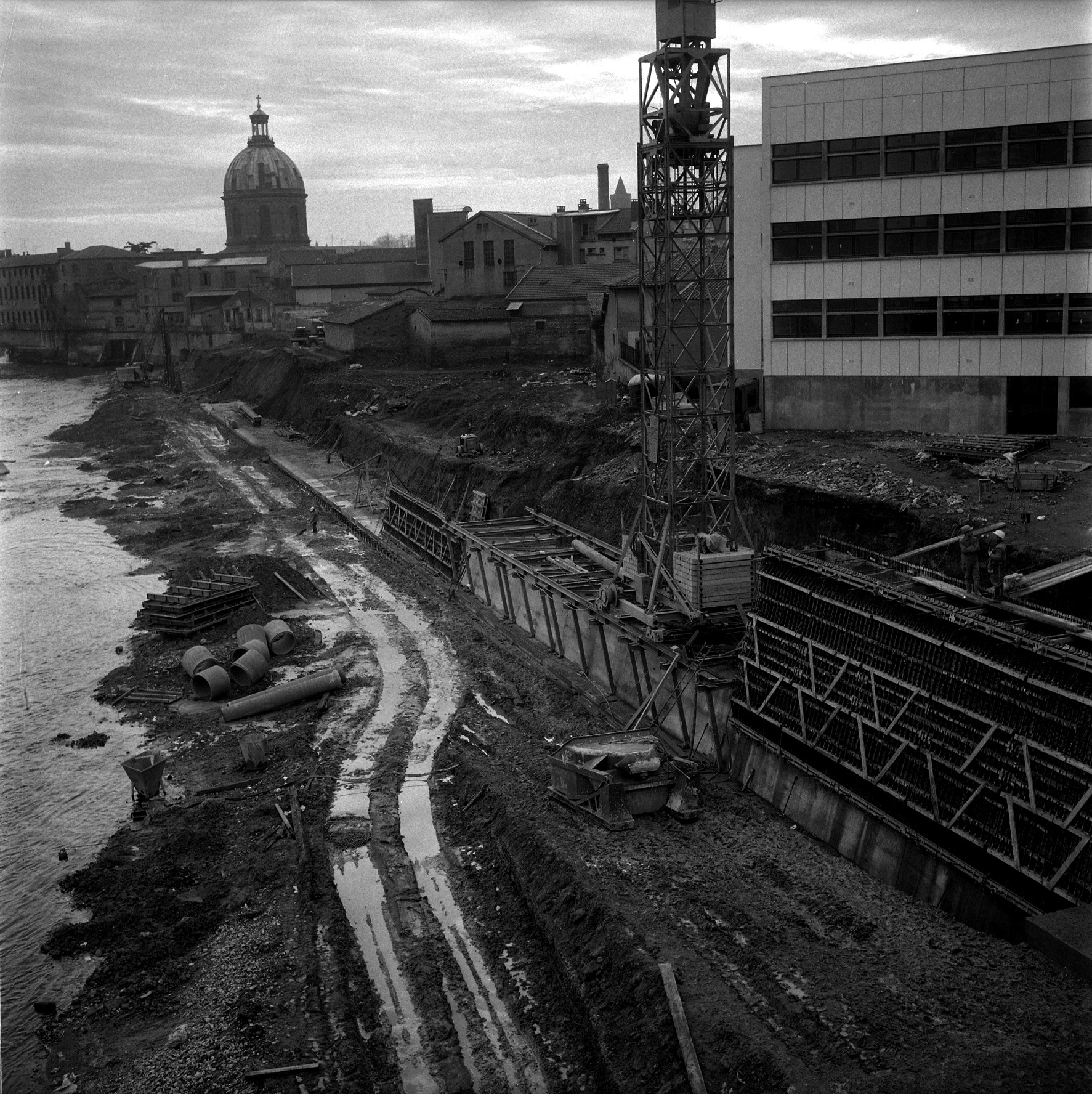
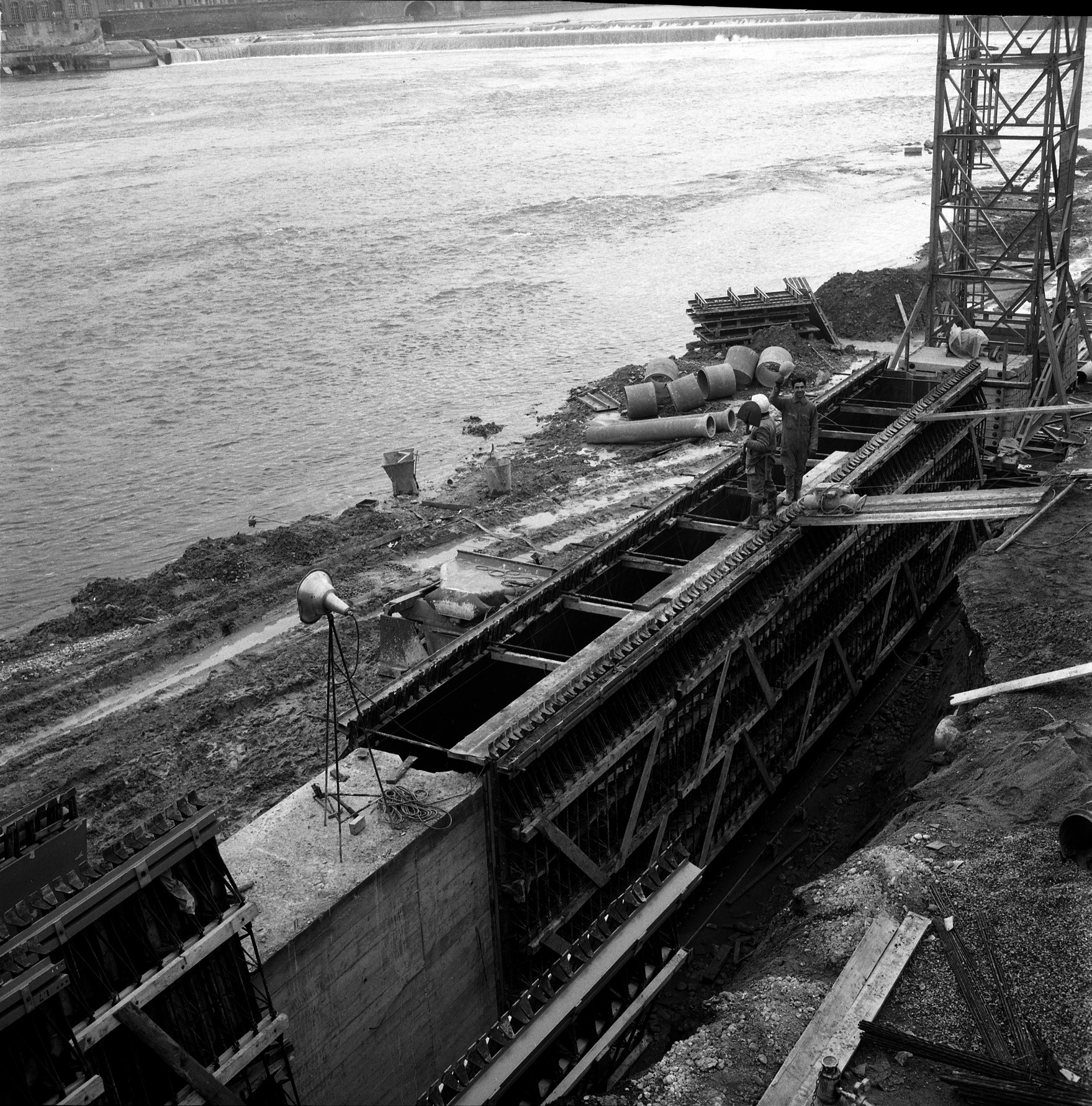